# Hedysarum chaiyrakanicum
Hedysarum chaiyrakanicum là một loài thực vật có hoa trong họ Đậu. Loài này được Kurbatski miêu tả khoa học đầu tiên.